# 290
290 (CCXC na numeração romana) foi um ano comum do século IV do Calendário Juliano, da Era de Cristo, teve início a uma quarta-feira  e terminou também a uma quarta-feira, a sua letra dominical foi E (52 semanas)
| Ano completo                        |
| ----------------------------------- |
| Ano comum com início à quarta-feira |

## Acontecimentos
- Jin Hui Di sucede a Jin Wu Di como imperador da China
- Gatotkacha assume o trono do Império Gupta

## Nascimentos
- Pacómio, monge cristão (data aproximada)